# Alastair Goodlad
Alastair Robertson Goodlad, baron Goodlad (né le 4 juillet 1943) est un homme politique conservateur britannique qui est haut-commissaire britannique en Australie de 2000 à 2005.

## Biographie
Goodlad fréquente le Marlborough College et étudie le droit au King's College de Cambridge. 
Goodlad s'est présenté pour la première fois au Parlement en 1970 à Crewe, mais il est battu par Scholefield Allen du Labour. Il est député successivement pour Northwich (1974-1983) et Eddisbury (1983-1999). Goodlad est également ministre des Affaires étrangères subalterne puis secrétaire parlementaire du Trésor du Premier ministre John Major et whip en chef et est fait chevalier commandant de l'Ordre de Saint-Michel et Saint-Georges (KCMG) en 1997. Après les élections de 1997, il fait partie du Cabinet fantôme en tant que Leader fantôme de la Chambre des communes, secrétaire d'État fantôme pour le développement international et whip en chef de l'opposition. 
Goodlad est un membre de la Lloyd's de Londres, commençant en 1977 et cessant en 1990. Son adhésion a coïncidé ces dernières années avec la marée montante des pertes liées à l'amiante et sa part est estimée à environ 90 000 £. 
Le Premier ministre travailliste Tony Blair nomme Goodlad haut-commissaire en Australie. Goodlad a accepté le poste du steward et huissier de justice des centaines de Chiltern le 28 juin 1999 pour libérer officiellement son siège parlementaire, déclenchant l'élection partielle d'Eddisbury de 1999. 
Goodlad prend ses fonctions de haut-commissaire en 2000. À la fin de son mandat en 2005, il est remplacé par l'ancienne Secrétaire d'État pour l'Écosse, Helen Liddell. 
Le 19 juillet 2005, il est créé pair à vie comme baron Goodlad, de Lincoln dans le comté de Lincolnshire, et est présenté à la Chambre des lords le jour suivant. Il siège sur les bancs conservateurs et est président du Constitution Select Committee de 2008 à 2010. Il démissonne de la chambre des Lords le 29 février 2024.
En 2007, Goodlad est nommé président de la Britain-Australia Society. 
Goodlad épouse Cecilia Hurst en 1968 et a deux fils. 